# Тэмур
Тэмур (монг. Төмөр хаан; 15 октября 1265 — 10 февраля 1307) — второй император династии Юань (китайское храмовое имя — Чэн-цзун, кит. 元成宗); девизы правления — Юаньчжэнь (1295—1297), Дадэ (1297—1307), великий хан Монгольской империи (монгольское храмовое имя — Олджэйту-хаган, монг. Өлзийт Төмөр хаан). Правил с 10 мая 1294 года по 10 февраля 1307 года.
Тэмур был сыном Чинкима и внуком Хубилая. Во время его правления вьетское государство Дайвьет и тямское государство Тямпа, а также Бирма и западные ханства Монгольской империи признали его верховенство.

## Биография

### Ранние годы
Тэмур был третьим сыном наследного принца Чинкима (1243—1286) из рода Борджигин. Чинким был вторым сыном Хубилая, и, так как первый сын Хубилая, Дорджи, рано умер, Чинким стал наследным принцем. Он умер в 1286 году, когда Тэмуру был 21 год.
В 1287 году в империи произошло восстание Найяна, и Тэмур сопровождал Хубилая при его подавлении. Затем Тэмур и один из приближённых Хубилая, Оз-Тэмур, были откомандированы на реку Ляохэ и на Ляодунский полуостров охранять эти территории от союзника Найяна, Кадаана, и смогли его победить. В июле 1293 года Хубилай назначил Тэмура наместником Каракорума и прилегающих областей. В 1294 году Хубилай умер, и в Шанду, летней столице Хубилая, был собран курултай.
К этому времени второй сын Чинкима, Дармабала, уже умер, и претендентами на титул Великого хана были старший сын, Гаммала, и третий, Тэмур. Хотя Хубилай при жизни высказывал явное расположение Тэмуру, он не назначил наследника. На курултае было решено, что править станет тот, кто лучше знает изречения Чингисхана. Тэмур победил, и, имея достаточную поддержку при дворе, был назначен правителем Монгольской империи. Его брат Гаммала не смог заручиться достаточной поддержкой и признал власть Тэмура.

### Правление

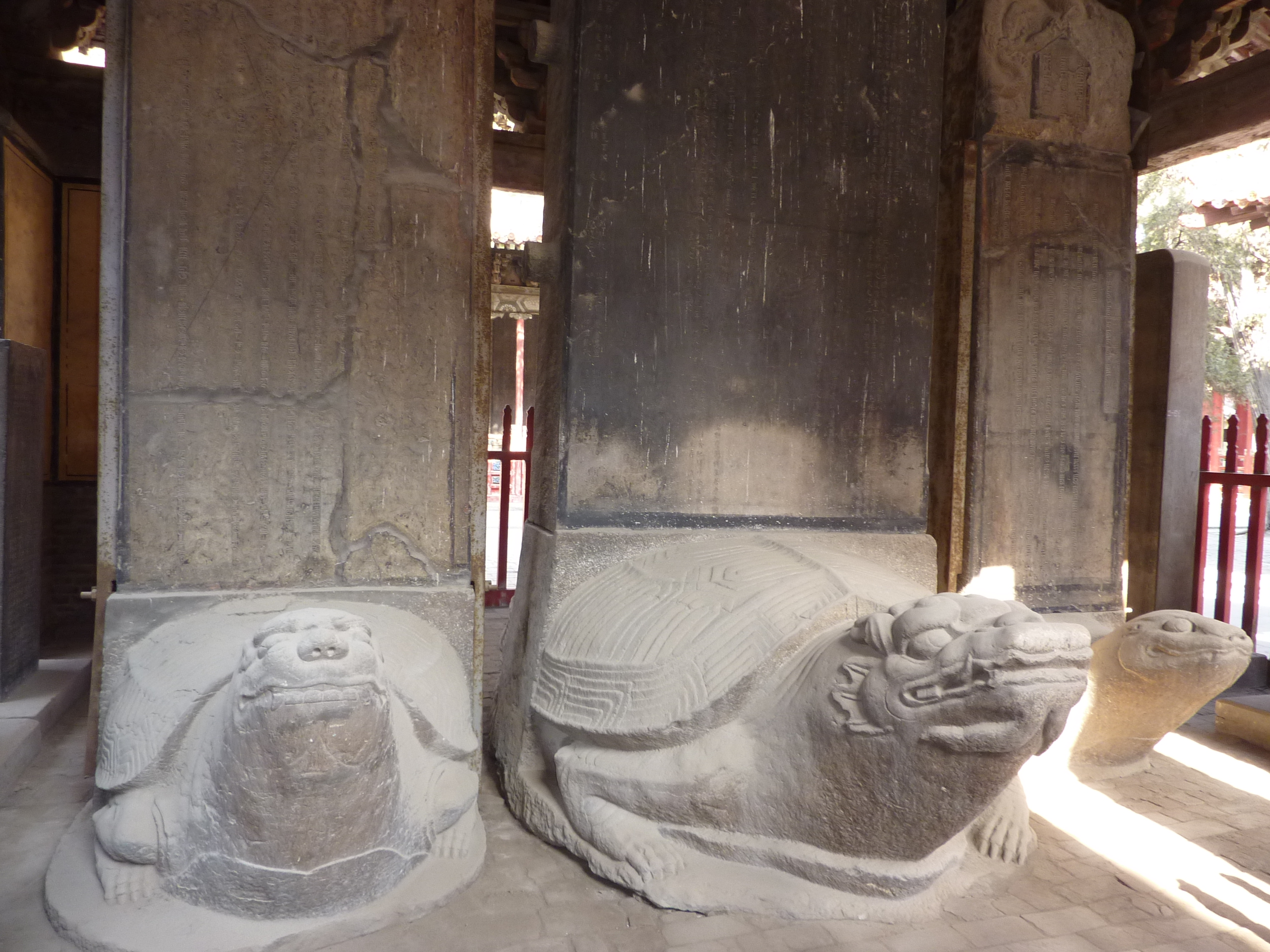
Черепаховые стелы юаньской эпохи в Храме Конфуция, Цюйфу. Левая и правая крайние стелы относятся к эре Дадэ (правление Тэмура), и написаны монгольским квадратным письмом

Правление Тэмура в целом расценивается как компетентное. Он оставил империю примерно в том же состоянии, в каком унаследовал её от Хубилая, хотя его правление и не отмечено какими-либо особыми достижениями. Он продолжил экономические преобразования, начатые Хубилаем, и при его правлении империя оправилась от неудач, связанных в первую очередь с поражениями во Вьетнаме. В империи при Тэмуре многие важные посты занимали чиновники не монгольского происхождения — китайцы, мусульмане, тибетцы и даже христиане. Администрация Тэмура благоприятствовала конфуцианству, и вскоре после вступления на трон Тэмур издал указ, предписывающий почитать Конфуция. В то же время монгольский двор отказался признать все принципы конфуцианства. Тэмур также отказался от политики преследования даосов, проводимой Хубилаем, а в 1294 году запретил производство и продажу спиртных напитков. Администрация Тэмура не стремилась любой ценой собрать как можно больше налогов, и во время его правления вся империя Юань несколько раз освобождалась от уплаты налогов. В 1302 году были введены ставки налога, и сбор налогов выше установленных норм был запрещён. При этом финансовая ситуация государства за время его правления ухудшилась, денежные резервы уменьшились, что подорвало доверие к бумажной валюте.

### Внешняя политика
Вскоре после вступления на трон Тэмур отменил приготовления для военных походов против Японии и Дайвьета, которые должны были расширить территорию Монгольской империи. Отношения с Дайвьетом обострились после того, как в 1291 году его правитель, стремясь к большей независимости, не принял посла Хубилая. Тэмур отправил послов в Японию и Чампу с требованием признать вассальную зависимость от монголов. Чампа согласилась, а Япония (сёгунат Камакура) отказалась. Более того, японские пираты вокоу атаковали китайский портовый город Нинбо. Правители Дайвьета, Бирмы и Сукхотаи, соответственно, в 1295, 1297 и 1300 годах посетили столицу Тэмура и воздали ему почести как суверену. В качестве жеста доброй воли Тэмур отпустил послов Дайвьета, а император Дайвьета начал снова платить монголам дань. В 1296 году монгольское войско было вынуждено заниматься подавлением восстаний племён, живущих в горах на юго-западных границах Китая.
По просьбе бирманского князя Трибхуванадитьи Тэмур в 1297 году послал войско, изгнавшее шанов из Бирмы. К Тэмуру также отправляла послов Камбоджа. В ответ Тэмур отправил послом в Камбоджу Чжоу Дагуаня, оставившему «Записки об обычаях Камбоджи», ценный источник по истории Юго-Восточной Азии. В 1299 году Трибхуванадитья, признавший главенство Тэмура, был убит своим братом Атхинкаей, и в 1300 году Тэмур отправил против Бирмы карательную экспедицию. В 1301—1303 году он также воевал с шанами. После окончания соответствующих кампаний и Атхинкая, и шанские правители также признали главенство Тэмура.

### Отношения с другими улусами
Газан-хан, ильхан Ирана, после прихода к власти в 1295 году принял ислам и начал всячески способствовать его распространению. В частности, он прервал связи с династией Юань, которую называл «языческой». В 1296 году Тэмур дал поручение полководцу Байджу разобраться с Газан-ханом. В результате последний через три года признал главенство Великого хана Тэмура и послал ему богатые дары, а в дальнейшем призвал других монгольских ханов объединиться под властью Тэмура.
Тэмур также вынужден был вести войну с враждебными ему монгольскими среднеазиатскими государствами Чагатайским улусом и улусом Угэдэя. Главой улуса Угэдэя был Хайду. Для борьбы с ним Тэмур привлёк своего старшего брата Гаммалу и потомка Борохулы, Очичера. Хотя им не удалось окончательно разгромить Хайду, они смогли оттеснить его к Алтаю. С 1298 года чагатайский хан Дува интенсифицировал набеги на Юаньский Китай, и, в частности, смог захватить в плен зятя Тэмура, Конгуза. Однако впоследствии Дува потерпел поражение от юаньской армии, и уже его родственники были взяты в плен. Хотя была достигнута договорённость об обмене пленниками, Дува и Хайду казнили Коргуза. После этого Тэмур занялся укреплением западных границ Монголии, что поручил своему племяннику Хайсану, сыну Дармабалы. После этого юаньская армия одержала победу над Хайду к югу от Алтая, но уже на следующий год, в 1300 году, Хайду вновь победил войска Хайсана. На следующий год Хайду и Дува-хан собрали большое войско, собираясь напасть с ним на Каракорум. В сентябре завязались ожесточённые бои, при этом ни одна из сторон не смогла одержать окончательную победу. Дува был ранен, а Хайду умер вскоре после этого. Хайду наследовал его сын Чапар. Так как оба улуса были истощены войной, а Дува был заинтересован в завоевании Индии больше, чем в войне с Китаем, и Дува, и Чапар в 1304 году признали формальное главенство Тэмура. Вместе с ними власть Тэмура признали также Тохта, хан Золотой Орды, и ильхан Олджейту, наследник Газан-хана. Формально Тэмур после этого назначил Олджейту ильханом и послал ему печать китайского императора. Олджейту в 1305 году использовал эту печать для того, чтобы подписать письмо королю Франции Филиппу IV.
В 1305 году началось соперничество между Дува-ханом и Чапаром, которые не смогли разграничить свои территории. Тэмур поддержал Дува-хана и осенью 1306 года послал в помощь ему большое войско под командованием Хайсана, что привело к поражению Чапара.
Единственный сын Тэмура, Тешоу, умер в январе 1306 года, а сам Тэмур умер в Ханбалыке (ныне Пекин) 10 февраля 1307 года, не оставив наследника по мужской линии.